# Терлецький Теофіл
Теофіл Терлецький (10 серпня 1870, Львів – 14 березня 1902, Мюнхен) — український маляр і карикатурист.

## Життєпис
Народився 10 серпня 1870 року у Львові в сім'ї Павла Терлецького і його дружини Йосифи з дому Моравська. Охрестив його отець-сотрудник Василь Лопатинський подвійним іменем Теофіл-Михайло. Вчився в Львівській академічній гімназії (1879—1885), потім у 1889—1893 роках у Школі образотворчих мистецтв у Кракові, з 1894 року жив у Мюнхені і навчався в Мюнхенській академії мистецтв.
Учасник першої виставки Товариства для розвою руської штуки 1898 року.
Помер 14 березня 1902 року в Мюнхені. Закінчив життя як типовий богеміст у крайній нужді.

## Роботи
Створював малюнки та карикатури до українських («Зоря»), польських («Tygodnik ilustrowany») та німецьких («Jugend», «Fliegende Blätter») журналів, портретні етюди (бабусі, юнака з гітарою), «Похорон вояка» (1894, туш).